# Fotografierverbot

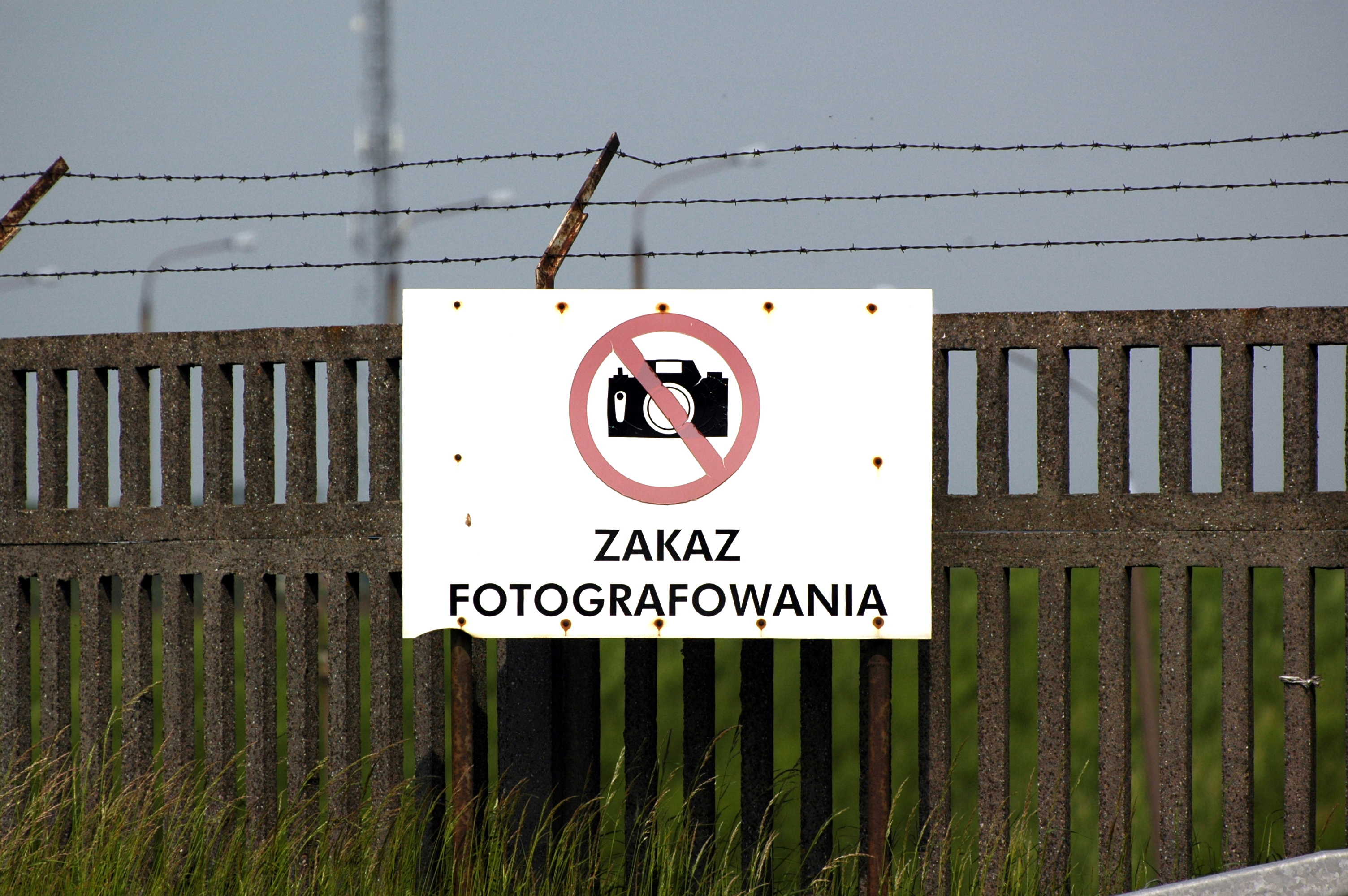
Fotografierverbot an einer petrochemischen Fabrik in Polen

Ein Fotografierverbot als Verbot, Gegenstände oder Personen zu fotografieren, kann in unterschiedlichen Zusammenhängen existieren:
- als Ausdruck des Persönlichkeitsrechts (Recht am eigenen Bild)[1][2]
- zum Schutz des höchstpersönlichen Lebensbereiches (§ 201a StGB)[3][4]
- in Ausübung des Hausrechts, beispielsweise in Museen und Kunstausstellungen, auf Fachmessen oder in Unternehmen, um Plagiate und Wirtschaftsspionage zu verhindern oder in öffentlichen Bädern[5]
- zur Wahrung nationaler Sicherheitsinteressen (§ 109g StGB)
- im religiösen Umfeld, siehe Bilderverbot,
- als Ausnahme vom Grundsatz der Öffentlichkeit bei Gerichtsverhandlungen (§ 169 Satz 2 GVG)[6][7]

In der Vergangenheit war es in vielen Staaten verboten, Brücken, Bahnhöfe, Flughäfen und Ähnliches zu fotografieren, private Luftaufnahmen waren ebenfalls verboten. Seit Ende des Kalten Krieges sind diese Verbote größtenteils entfallen. In der DDR war das Fotografieren von Grenzanlagen wie auch in den anderen Staaten des Ostblocks verboten. In Russland existiert das umfassende Fotoverbot für Industrieanlagen, Brücken, Bahnhöfe, Militär- und Grenzanlagen weiterhin.